# Wengen
Pour les articles homonymes, voir Wengen (homonymie).
Wengen est une station suisse des Alpes bernoises située sur le versant ouest du Männlichen, à 1 274 m d'altitude. Le village accueille chaque année les courses de ski de descente du Lauberhorn de la Coupe du monde de ski alpin.

## Localisation

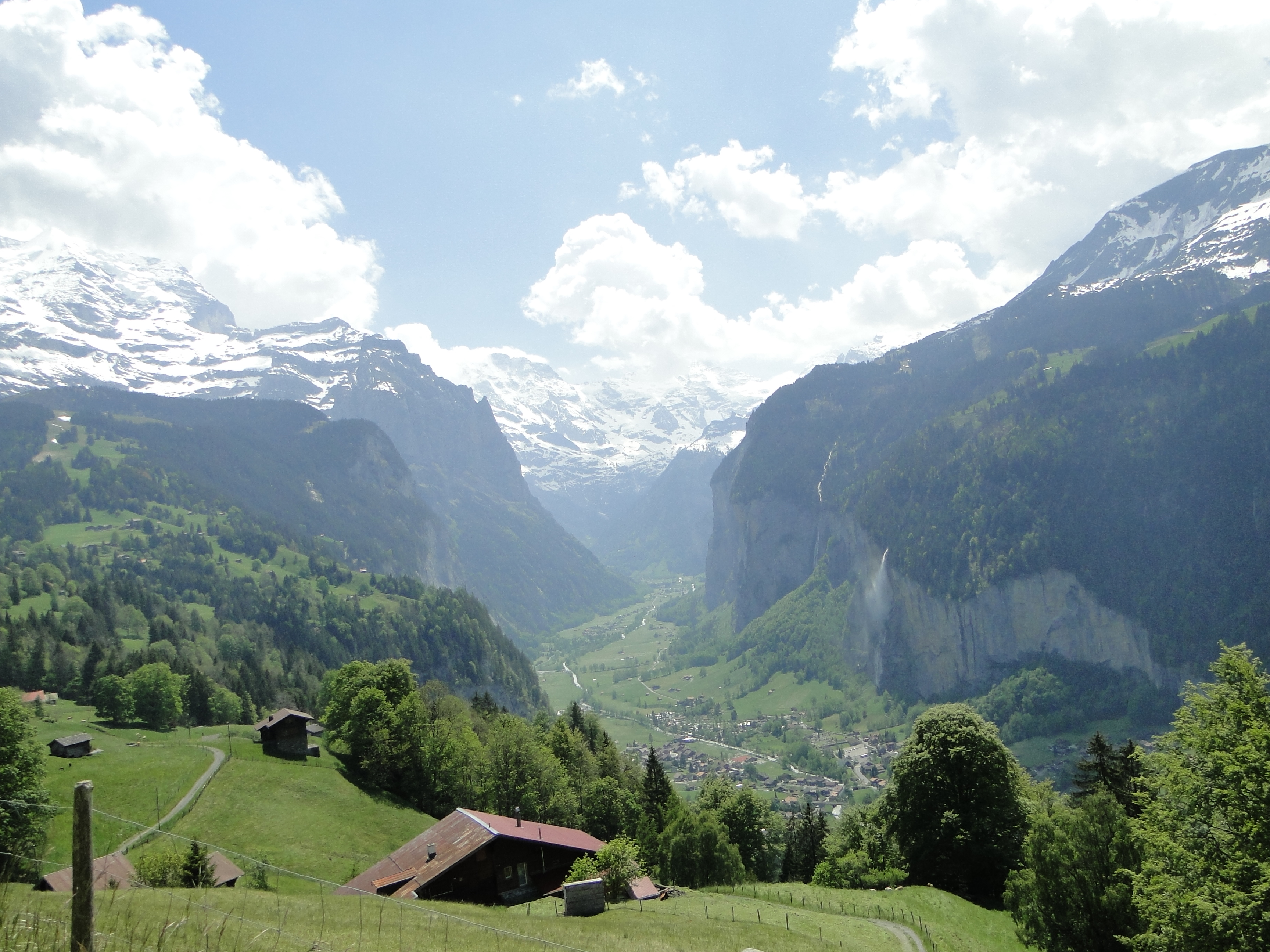
Wengen et la vallée de Lauterbrunnen

Elle fait partie de la commune de Lauterbrunnen, non loin d'Interlaken. Située sur un plateau interrompu par l'effondrement d'une vallée glaciaire (en U), d'abruptes falaises en gardent l'accès. On y monte depuis Lauterbrunnen grâce au chemin de fer à crémaillère de Wengernalp, la circulation automobile étant interdite dans la station (législation assouplie récemment). En temps ordinaire, Wengen a une population de 1 100 habitants ; pendant la haute saison hivernale, elle en compte plus de 10 000 et, lors de la saison d'été, environ 5 000.

## Histoire
Wengen a été mentionné pour la première fois dans des documents officiels il y a 753 ans, en 1268, et l'origine du nom est inconnue.

### XIXe siècle
À l'origine une communauté agricole alpine, le village a commencé à être visité par des touristes au début du XIXe siècle. L'Histoire d'une randonnée de six semaines de Percy Bysshe Shelley, dans lesquels les paysages de la région sont décrits, ont été publiés en 1817. Cette littérature a marqué l'avènement de l'industrie touristique moderne pour le village. Felix Mendelssohn, auquel un mémorial est dédié au-dessus du village, a également visité le village au début du XIXe siècle.

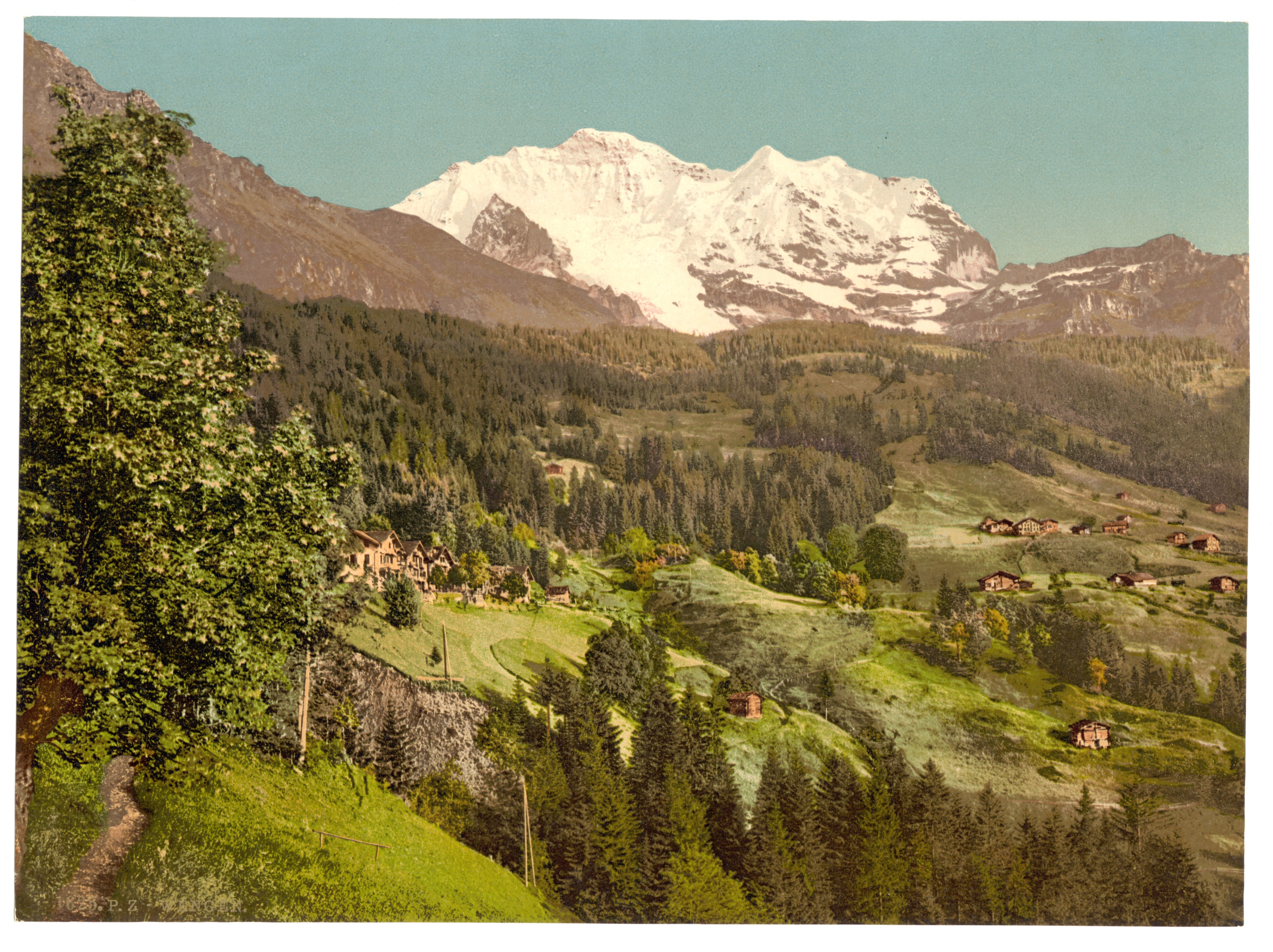
Photo colorisée de Wengen entre 1890 et 1900.

Des pensions et des hôtels ont commencé à être construits au milieu du XIXe siècle, avec l'ouverture de la Launerhaus en 1859, qui pouvait accueillir 30 personnes, et en 1880, la Pension Wengen qui pouvait accueillir 100 personnes. La construction et l'ouverture du chemin de fer de Wengernalp dans les années 1890 a rendu le village plus accessible aux touristes qui devaient auparavant gravir les pentes raides jusqu'au village alpin, ouvrant la région à une expansion du tourisme et au début de l'industrie du ski.

### XXe siècle
Au début du XXe siècle, les touristes britanniques ont créé des clubs de ski dans la région, en commençant par le village voisin de Mürren. En 1903, Wengen possédait une église anglicane et deux ans plus tard, Sir Henry Lunn créait le Public Schools Alpine Sports Club, avec Wengen comme destination de ski pour les membres. Le club de curling de Wengen a été créé en 1911.

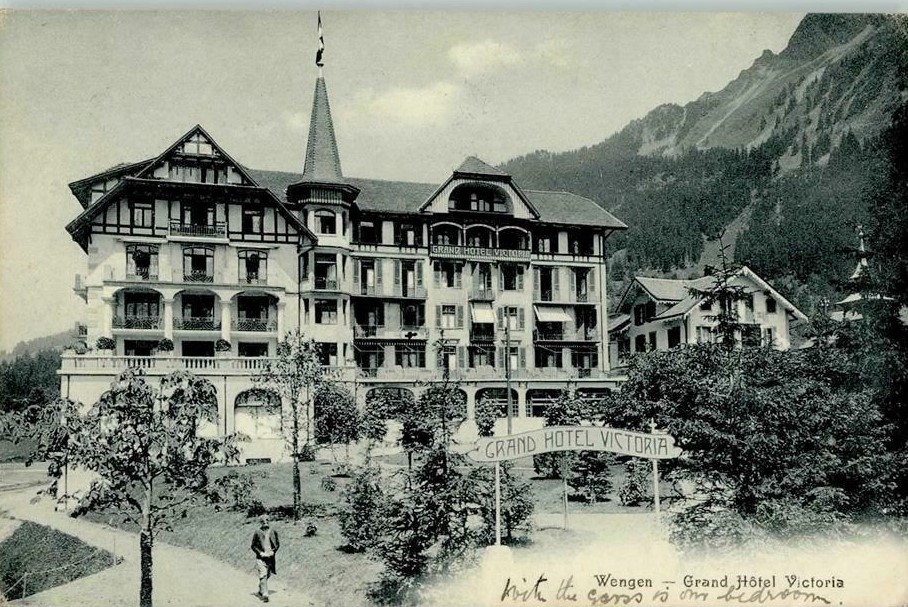
Le Grand-hôtel Victoria en 1911.

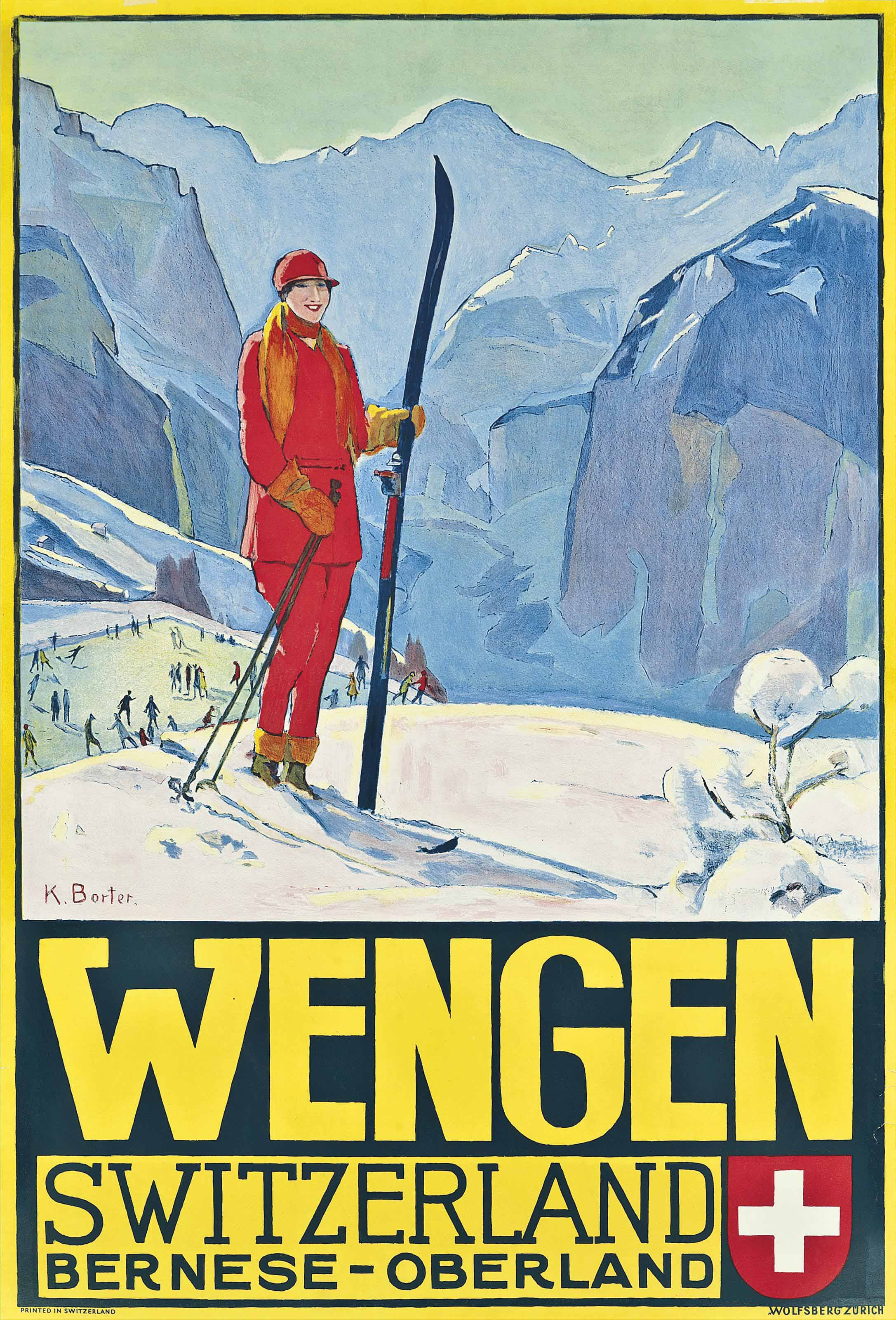
Affiche datant de 1933

Les premières courses de ski ont eu lieu au début des années 1920, avec le championnat britannique de descente organisé en 1921 ; l'année suivante, une course de ski a été organisée entre Oxford et Cambridge. Ces événements ont été les premiers à avoir des courses de descente, par opposition aux courses nordiques, qui étaient organisées dans d'autres stations suisses. À Wengen, les skieurs ont demandé à utiliser le train à crémaillère pour accéder aux pistes : pendant quelques années, les trains ont été les premières remontées mécaniques de la région. Sir Lunn a utilisé le terrain naturel des montagnes pour les parcours ; l'épreuve de descente suivait les pentes du Lauberhorn au-dessus de Wengen et était appelée la "descente directe". C'est également à cette époque que Lunn invente, et introduit à Wengen, la première course de slalom, dans laquelle les skieurs suivent le terrain à travers les arbres, remplacés par des portes de ski dans les années suivantes. Ces événements sont considérés comme la naissance du ski de compétition moderne et du ski alpin.
D'août 1944 à la fin de la Seconde Guerre mondiale, Wengen a servi de camp d'internement à ciel ouvert pour les prisonniers alliés, principalement des équipages de bombardiers américains. Le seul moyen pratique d'entrer ou de sortir de Wengen étant le train à crémaillère, il était difficile pour les internés de s'échapper.

## Patrimoine

### Liste des églises
- Église protestante. Construite en 1953 par Ernst Intermühle[6].
- Église catholique (1932)[7].
- Église anglaise, dédiée à Saint-Bernard et construite en 1927[8].

### Religion à Wengen
Wengen compte trois églises : anglicane et protestante suisse et catholique romaine.
L'église suisse a été reconstruite dans les années 1950 et surplombe la vallée de Lauterbrunnen.

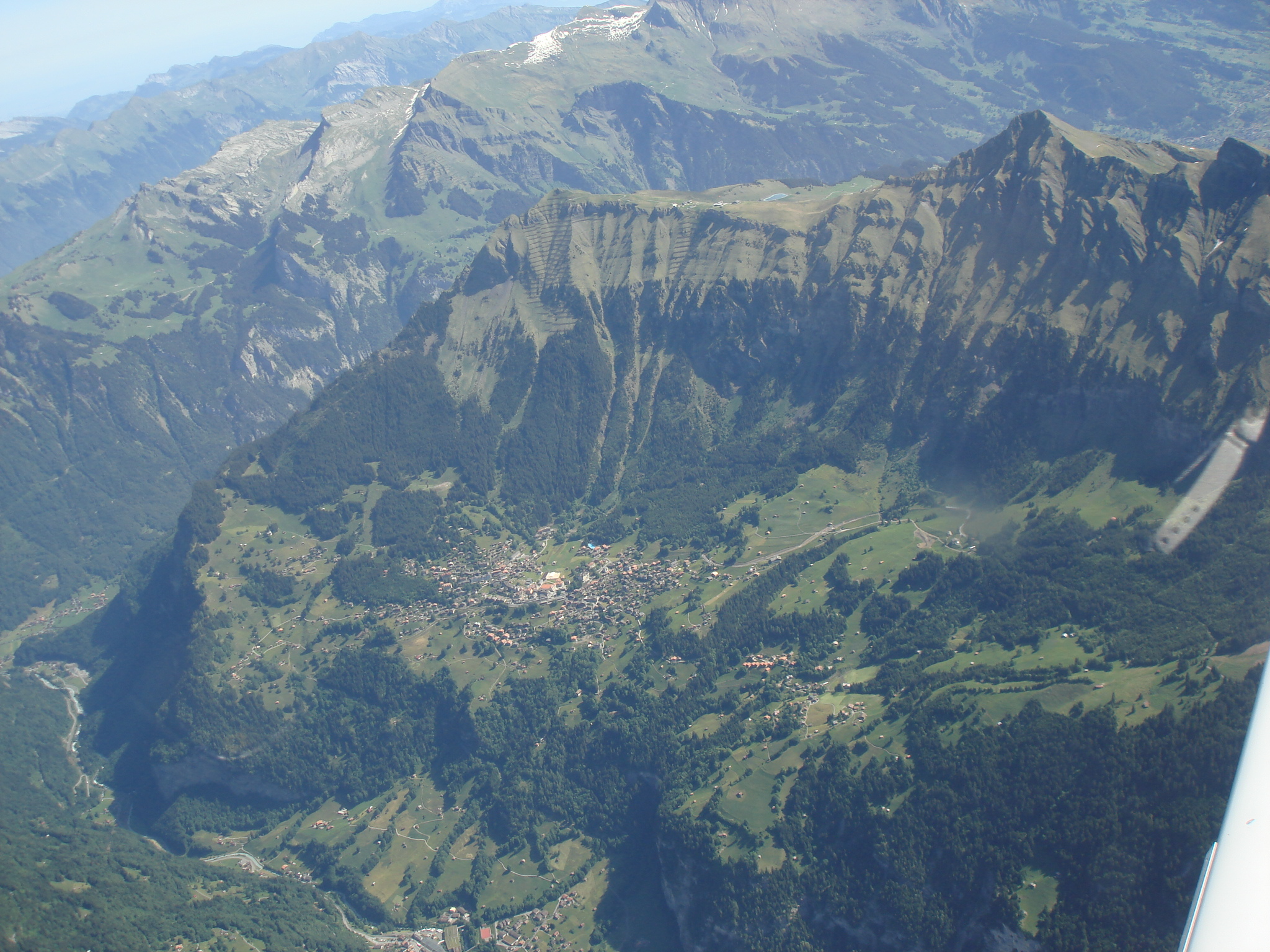
vue aérienne de Wengen.

Les églises anglaises ont été établies au cours du XIXe siècle dans les villes voisines de Grindelwald, Meiringen et Mürren. En 1912, des services anglicans avaient lieu deux fois par dimanche dans l'église suisse de Wengen[8]. Désireuse de disposer de son propre bâtiment, la Continental & Colonial Church Society a érigé une nouvelle église anglaise, qui a été consacrée le 15 janvier 1928 par l'évêque de Fulham. Le bâtiment se trouve sur l'ancienne route menant à la télécabine de Mannlichen. La nouvelle station de téléphérique est aujourd'hui plus proche du centre de Wengen. L'église dédiée à saint Bernard est utilisée depuis plus de 90 ans pour les services dominicaux et les offices occasionnels, comme pour les obsèques en 1949 de Anthony Carrick, un écolier mort dans les montagnes.
L'église catholique romaine se trouve à côté de l'hôtel Falken et possède un dôme en oignon caractéristique. La messe est célébrée la plupart des dimanches en saison.

## Administration
Avec les villages de Mürren, Isenfluh (en), Gimmelwald (en), Stechelberg et Lauterbrunnen, Wengen forme la commune politique de Lauterbrunnen.

## Domaine skiable
Wengen partage son domaine skiable avec la station de Grindelwald, située de l'autre côté du Männlichen auquel on accède par un téléphérique jusqu'à 2 230 m. Elle est en outre le dernier village avant la montée vers le hameau de la Kleine Scheidegg, base d'alpinisme et de ski située à 2 061 m d'altitude. De là, partent aussi les trains du Jungfraubahn vers la gare du Jungfraujoch située à 3 454 m d’altitude, d’où l’on peut accéder à l’observatoire du Sphinx, une station météorologique et scientifique située à 3 572 m d'altitude.

### Compétitions
Les courses de ski de descente ont lieu à Wengen depuis 1930 et consistent traditionnellement en une descente, un slalom et une épreuve combinée. En plus d'être l'une des courses de descente les plus difficiles sur le plan technique, le Lauberhorn est la course la plus longue du circuit de la Coupe du monde FIS et sans doute la plus pittoresque. Les meilleurs coureurs parcourent les 4,455 km en environ 2,5 minutes et les vitesses maximales atteintes à Haneggschuss sont les plus élevées du circuit, approchant les 160 km/h, une demi-minute avant l'arrivée.

## Transports
Il n'y a  pas de route pour accéder à Wengen. C'est l'un des très rares villages de villégiature sans voiture en Europe, bien qu'il y ait quelques véhicules de service, des véhicules agricoles locaux ou des véhicules électriques pour le taxi vers et depuis la gare.

Wengen est desservi par le chemin de fer de Wengernalp (WAB), et le village est accessible directement depuis Lauterbrunnen, ou en train depuis Grindelwald via la Kleine Scheidegg, ainsi que par une série de télécabines depuis Grindelwald via le Männlichen. À la Kleine Scheidegg, le col situé au pied de l'Eiger, du Mönch et de la Jungfrau, les voyageurs doivent débarquer et changer de train pour descendre à Grindelwald et au Grund. 

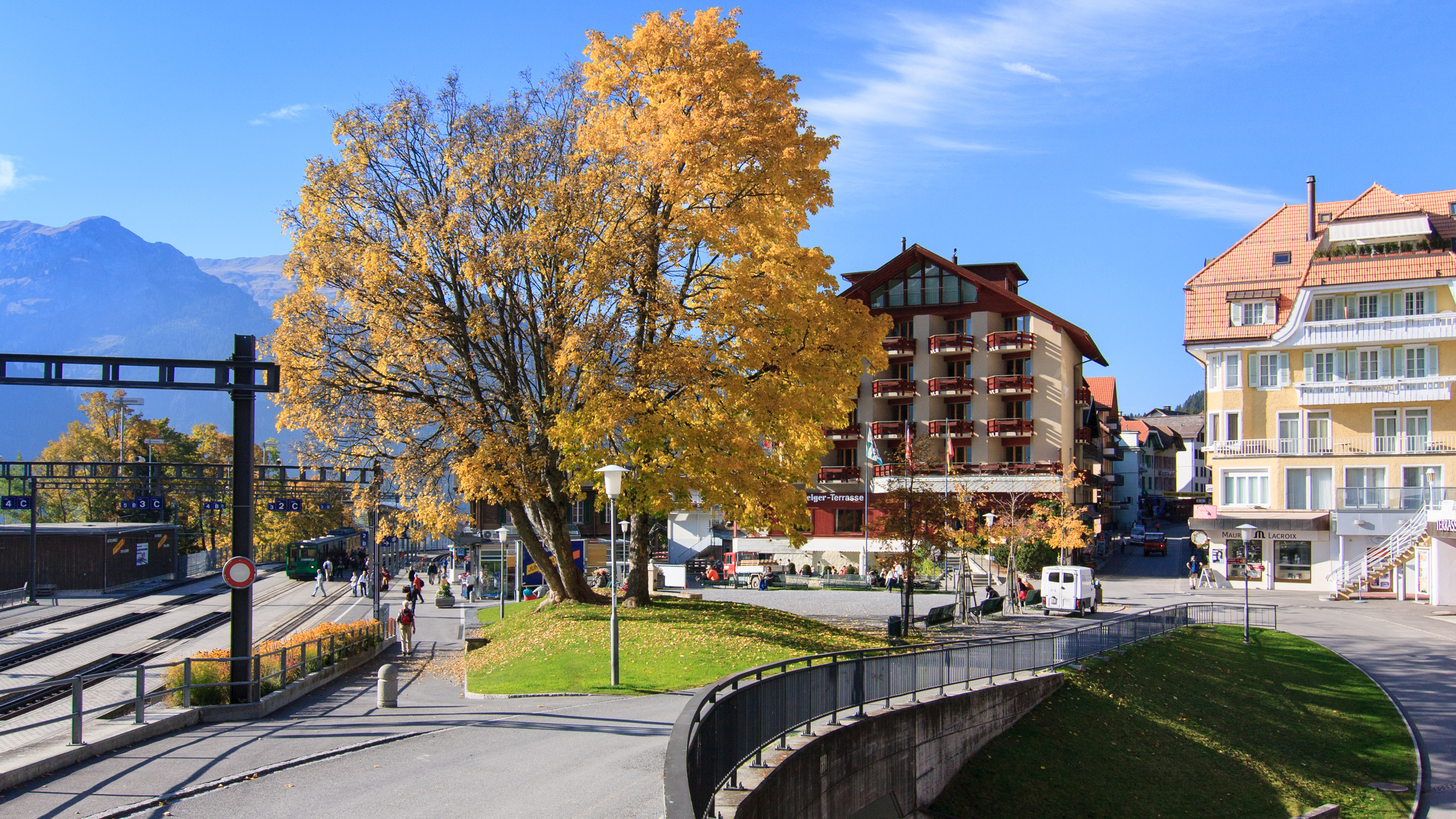
La gare ferroviaire de Wengen.

Le service ferroviaire entre Lauterbrunnen et la gare de Wengen fonctionne tous les jours. Il s'agit de la portion la plus exploitée de la Wengernalpbahn. Il y a environ 40 services entre Lauterbrunnen et Wengen chaque jour. Chaque service peut comporter jusqu'à quatre trains distincts, circulant les uns derrière les autres.
Le trajet en montée depuis Lauterbrunnen dure environ 14 minutes, et le trajet en descente 17 minutes. Les services de descente mettent plus de temps parce qu'ils arrivent au point de passage intermédiaire en dessous de Wengwald un peu plus tôt que les services de montée, ce qui permet aux services de montée de les croiser et de continuer vers Wengen sans s'arrêter pendant que le train descendant est momentanément à l'arrêt.
Tous les trains empruntent désormais l'itinéraire moins pentu mais légèrement plus long via Wengwald. L'ancien itinéraire traversait le sentier pédestre menant à Wengen. Il a été utilisé pour le transport de marchandises après la création du nouvel itinéraire, mais a été abandonné depuis. Toutes les marchandises sont livrées par voie ferrée depuis Lauterbrunnen dans un dépôt situé sous la gare de voyageurs, et les déchets sont ramenés du village également par voie ferrée. Chaque jour, un ou deux trains de marchandises font l'aller-retour entre Lauterbrunnen et Wengen.
Le téléphérique Luftseilbahn Wengen-Männlichen fonctionne en saison. La vue depuis le téléphérique et depuis le Männlichen au-dessus, offre des vues claires de Wengen et d'une grande partie de la vallée de Lauterbrunnen et des petits villages.

## Dans la culture populaire
Une caractéristique culturelle particulière de Wengen est le "Pfeifende Lurch" (en allemand, "amphibien siffleur"). Il s'agit d'une créature légendaire issue de mythes et de contes qui n'existerait, selon la légende, qu'à Wengen.

## Galerie de photos

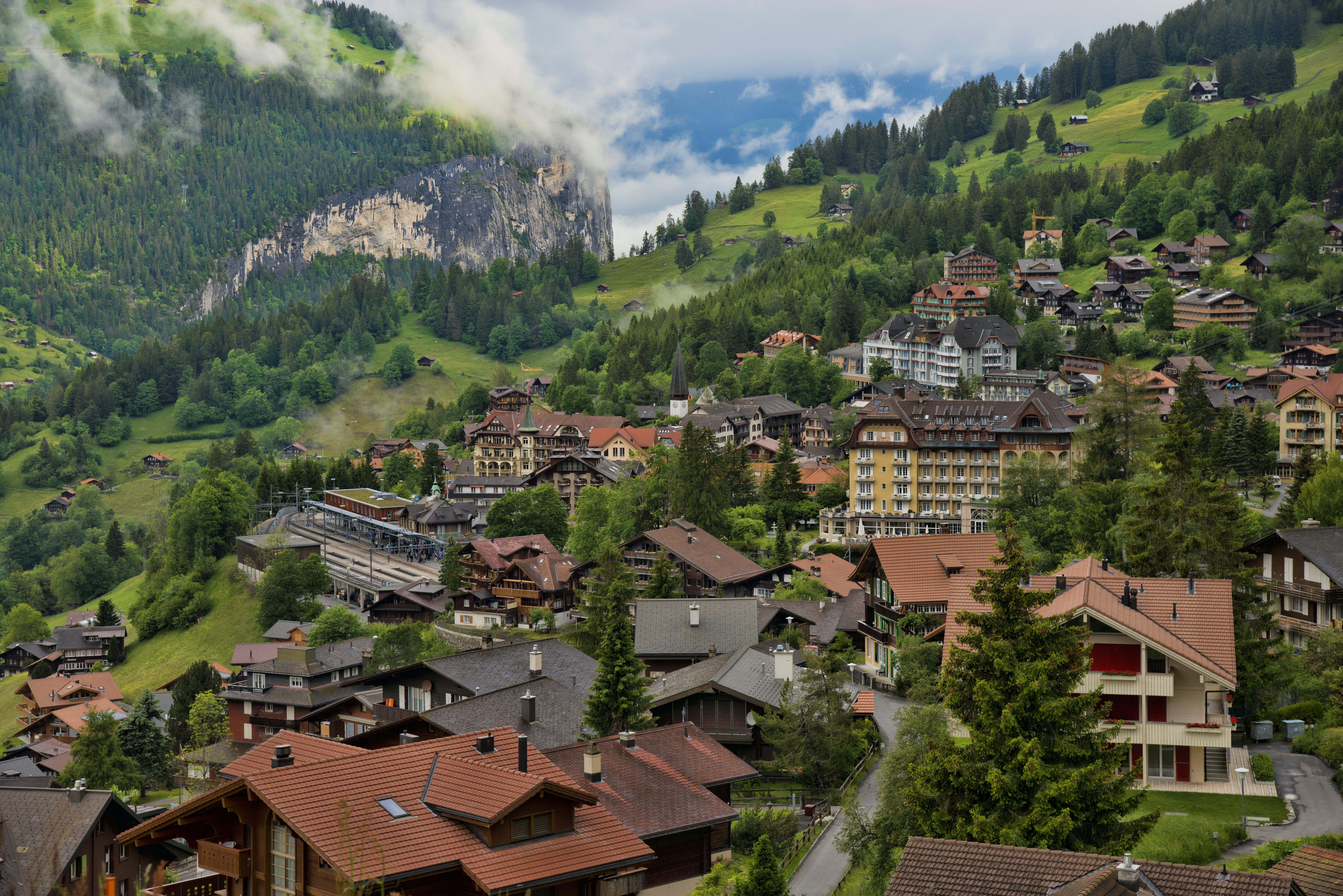
Le village depuis le train en direction de la Kleine Sheidegg
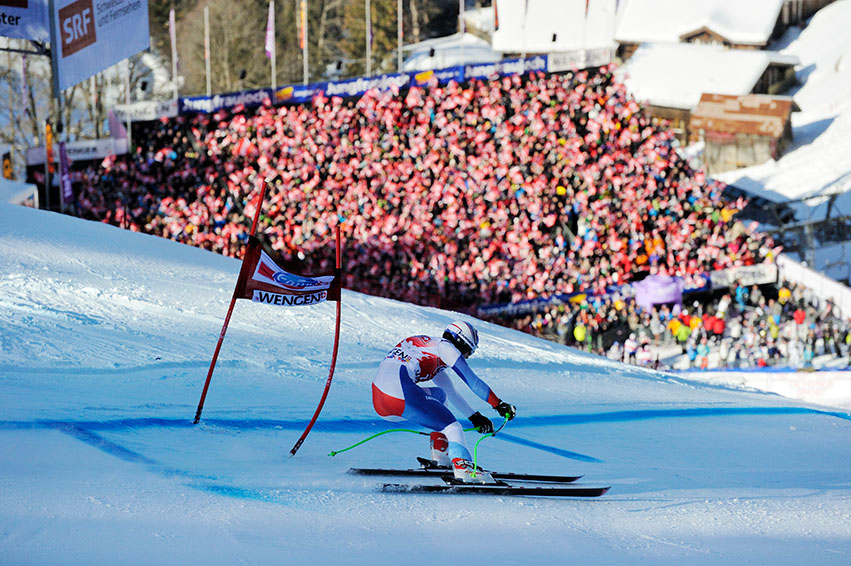
Arrivé de la Coupe du monde de ski à Wengen
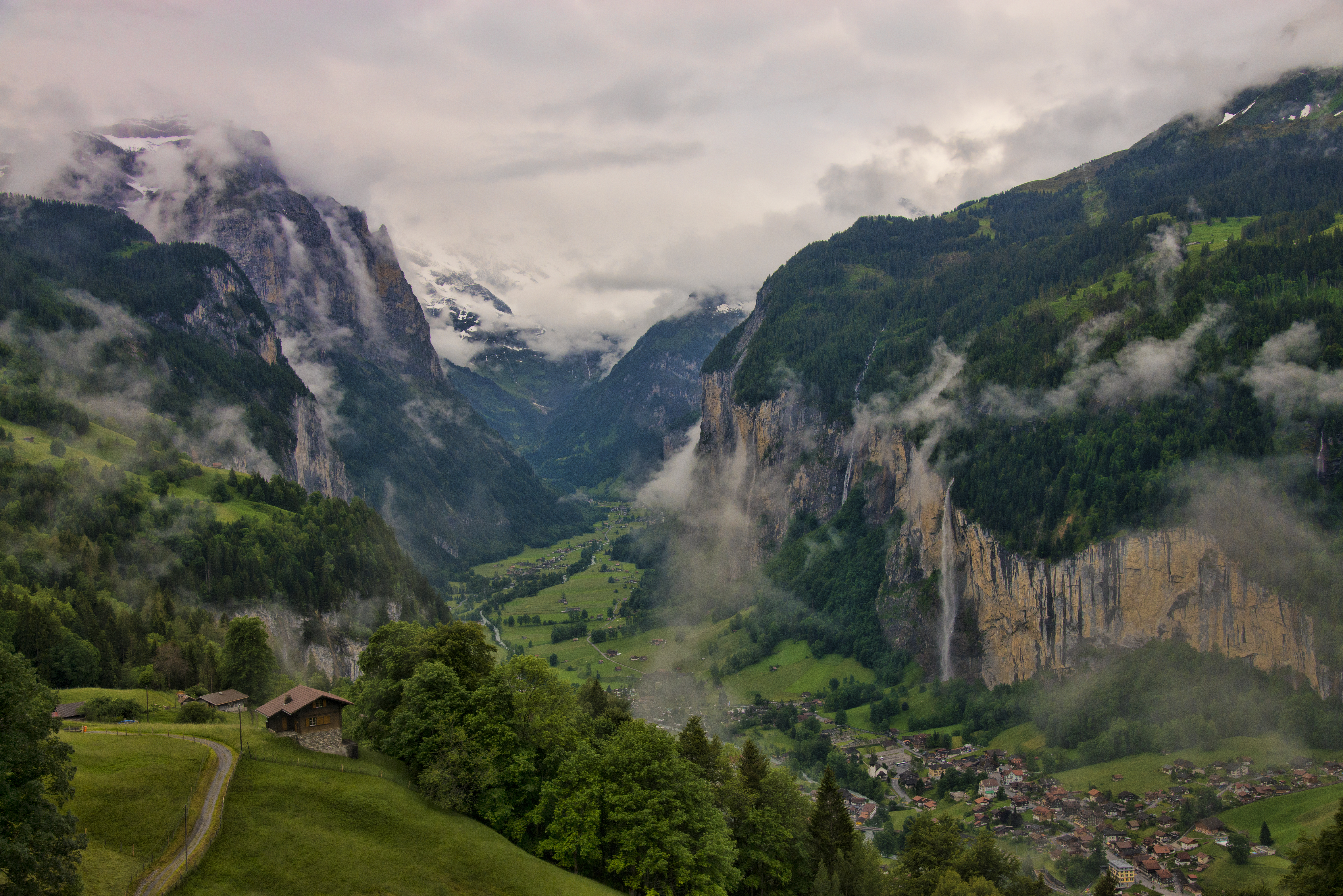
Vallée de Lauterbrunnen depuis le village de Wengen
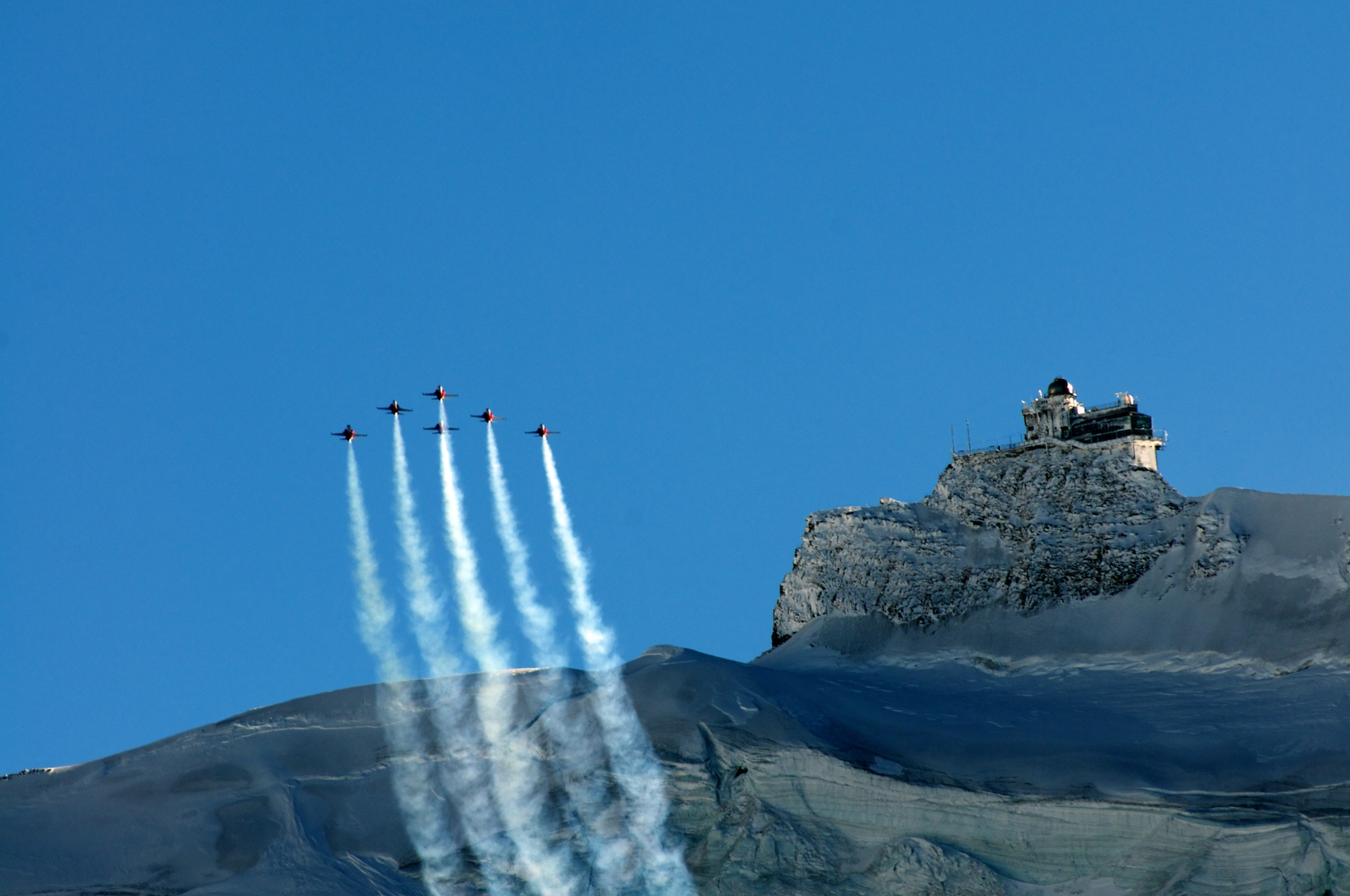
La Patrouille Suisse face à l'observatoire du Sphinx de la Jungfraujoch depuis Wengen
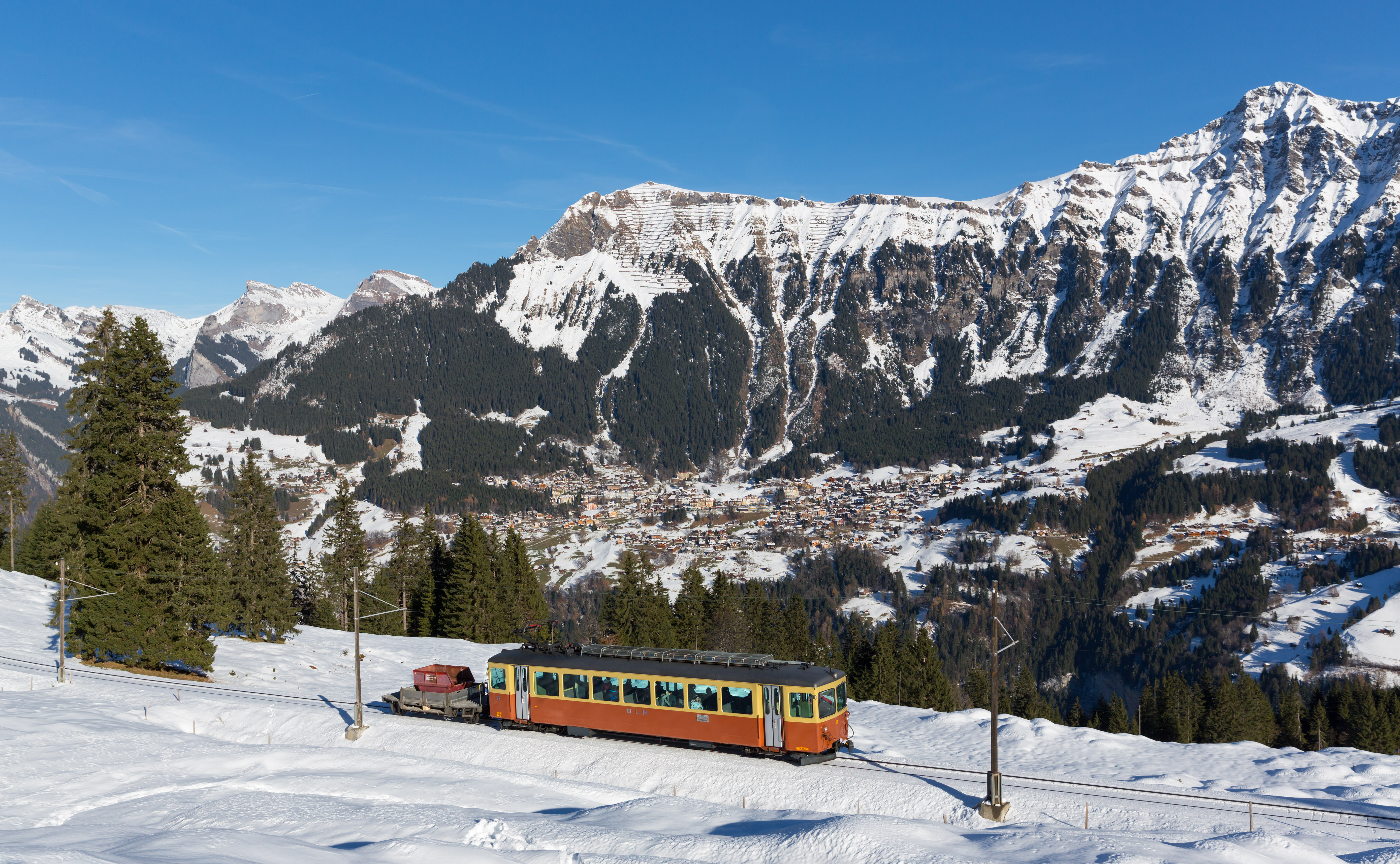
Train reliant Winteregg à Mürren avec le village de Wengen de l'autre côté de la vallée
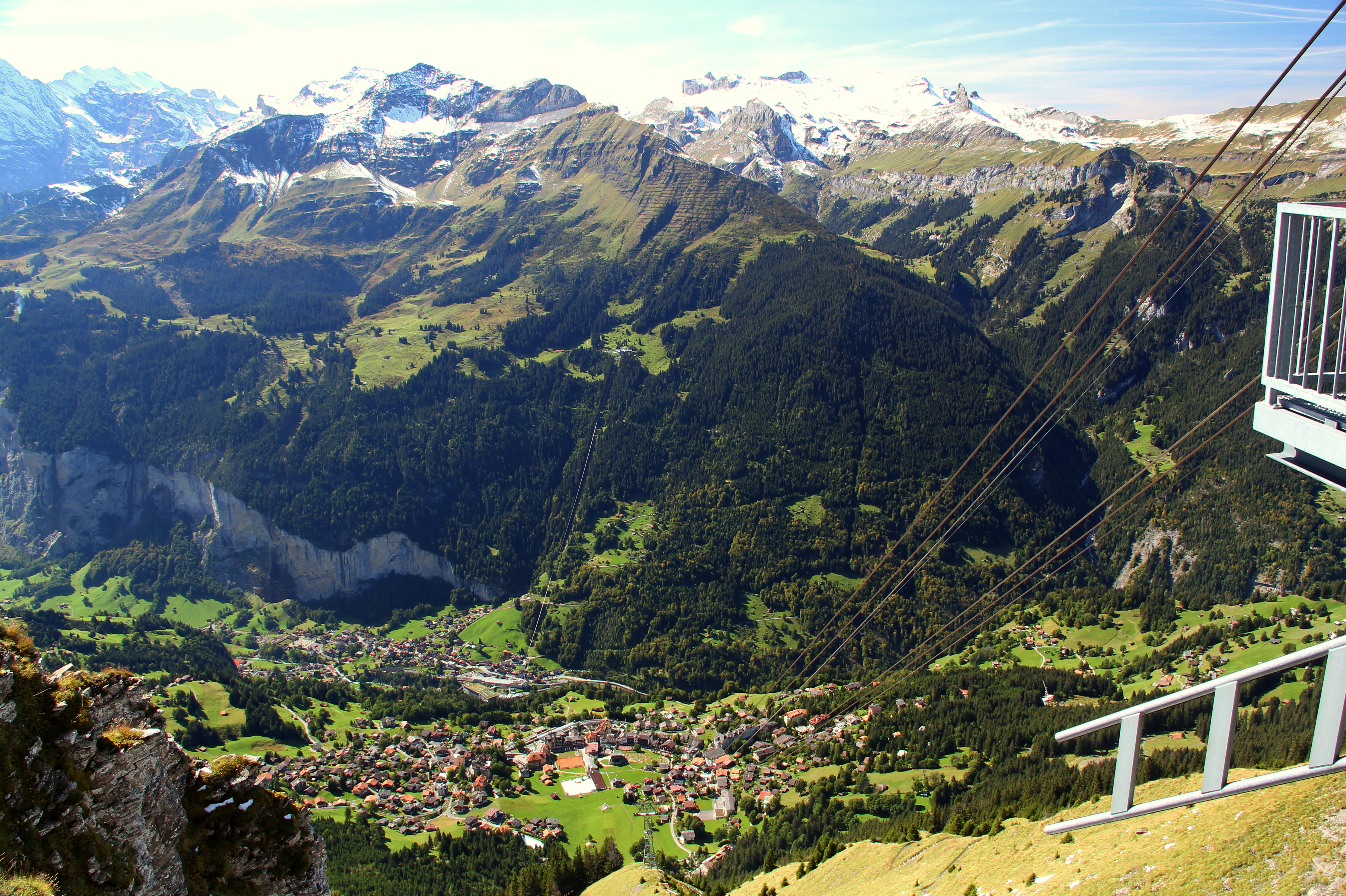
Vue de Wengen, de la vallée de Lauterbrunnen et du téléphérique de Mürren depuis Männlichen.
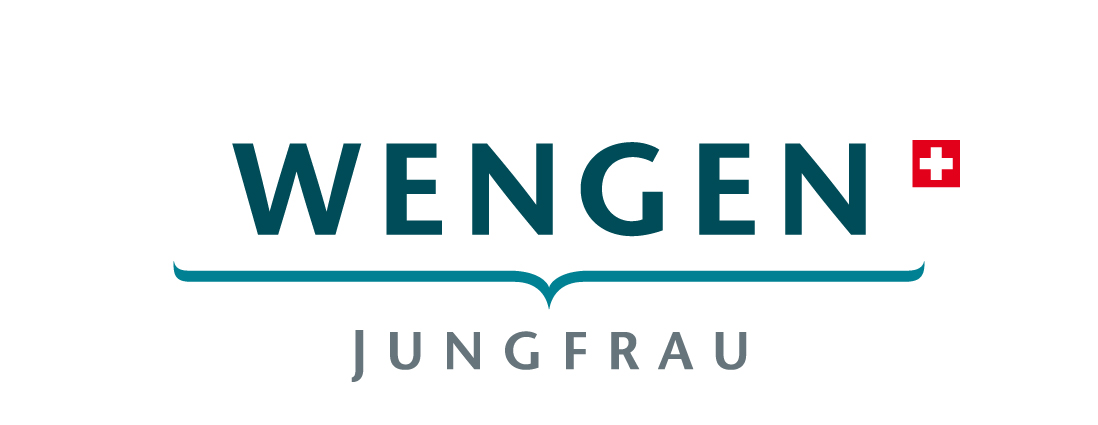
Identité visuelle du village de Wengen

## Sources et références